# Enrico Vita
Enrico Vita (1969) è un dirigente d'azienda italiano.
Da ottobre 2015 è amministratore delegato del gruppo Amplifon.

## Formazione
Si è laureato nel 1993 in Ingegneria Meccanica presso l’Università degli Studi di Ancona.

## Carriera

### Indesit
Enrico Vita ha iniziato la sua carriera in Indesit nel 1995, quando ancora era Merloni Elettrodomestici. Ha operato inizialmente nella divisione industriale ricoprendo, nei quasi 20 anni di permanenza nell'azienda sia in Italia sia all'estero, ruoli come Plant Manager in Turchia o Direttore Ricerca e Sviluppo per la divisione Cooling o ancora Supply Chain Officer.
Nel 2007, ha assunto il ruolo di Managing Director per le attività commerciali di Regno Unito e Irlanda, al tempo il primo mercato per fatturato.
Tre anni dopo, di nuovo in Italia, è stato nominato prima Chief Commercial Officer e in seguito, nel 2013, Chief Operating Officer con piena responsabilità in area commerciale, marketing e post-vendita.

### Amplifon
Nel marzo 2014 Enrico Vita è entrato nel gruppo Amplifon come Executive Vice President EMEA. L'anno successivo, in qualità di Chief Operating Officer, le sue responsabilità si sono estese ad America e APAC, oltre a marketing, IT e supply chain.
Ad ottobre 2015 è stato nominato amministratore delegato di Amplifon. Sotto la sua guida, il valore del titolo del gruppo è aumentato da 4,5 euro a 33,32 (rilevazione: 28 aprile 2023). Il fatturato si è più che raddoppiato arrivando a 2,119 miliardi di euro (2022).

### Altri incarichi
È stato consigliere indipendente del consiglio di amministrazione di Elica, e, dal 2018, è membro del consiglio di amministrazione di Ariston Thermo Group.

## Riconoscimenti
Nel 2023 è stato nominato "Miglior CEO" nel settore Medical Technology & Services (MedTech) in Europa nella classifica annuale di Institutional Investor.